# Team Katusha/Saison 2010

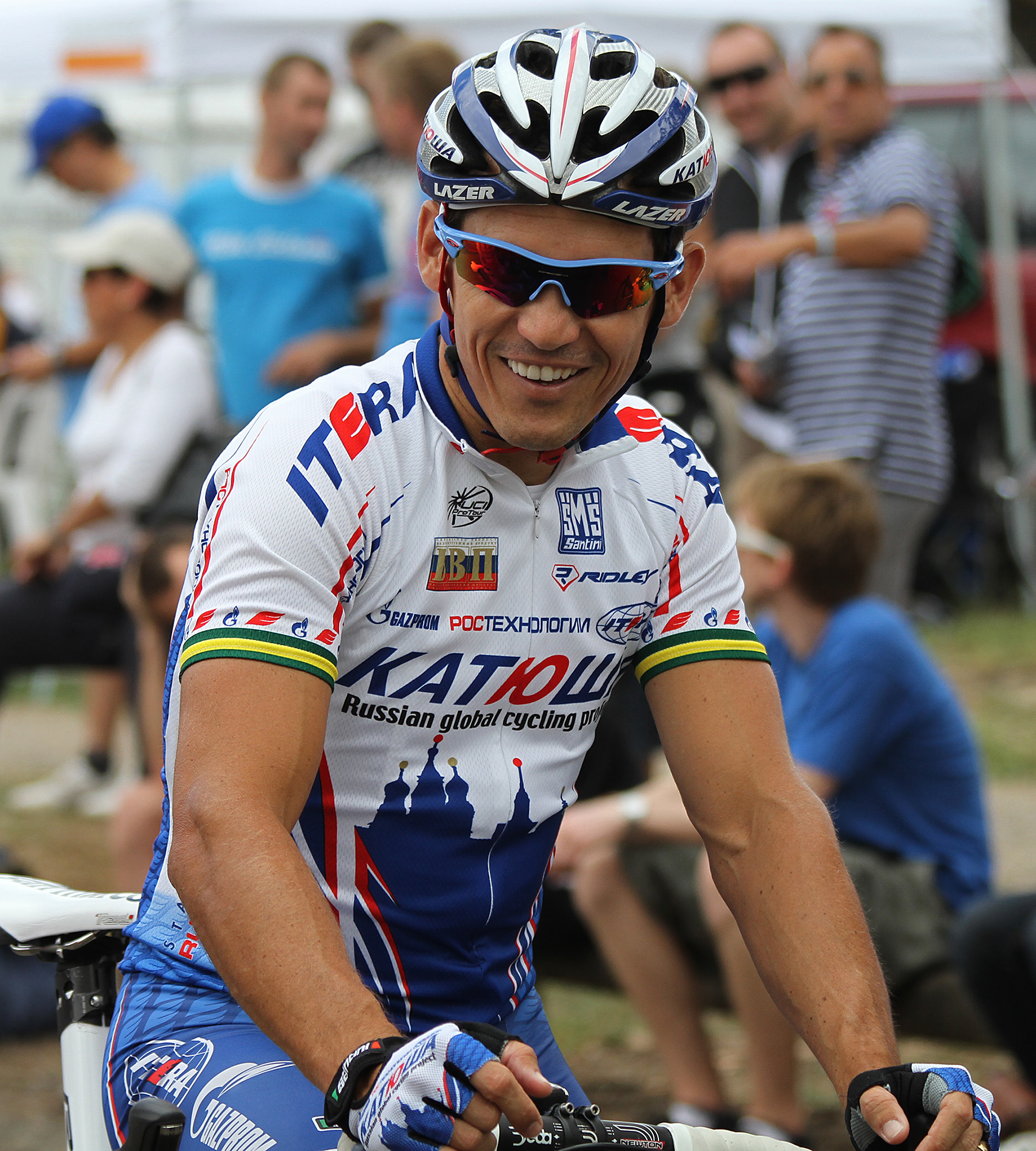
Robbie McEwen im Katjuscha-Trikot, Januar 2010

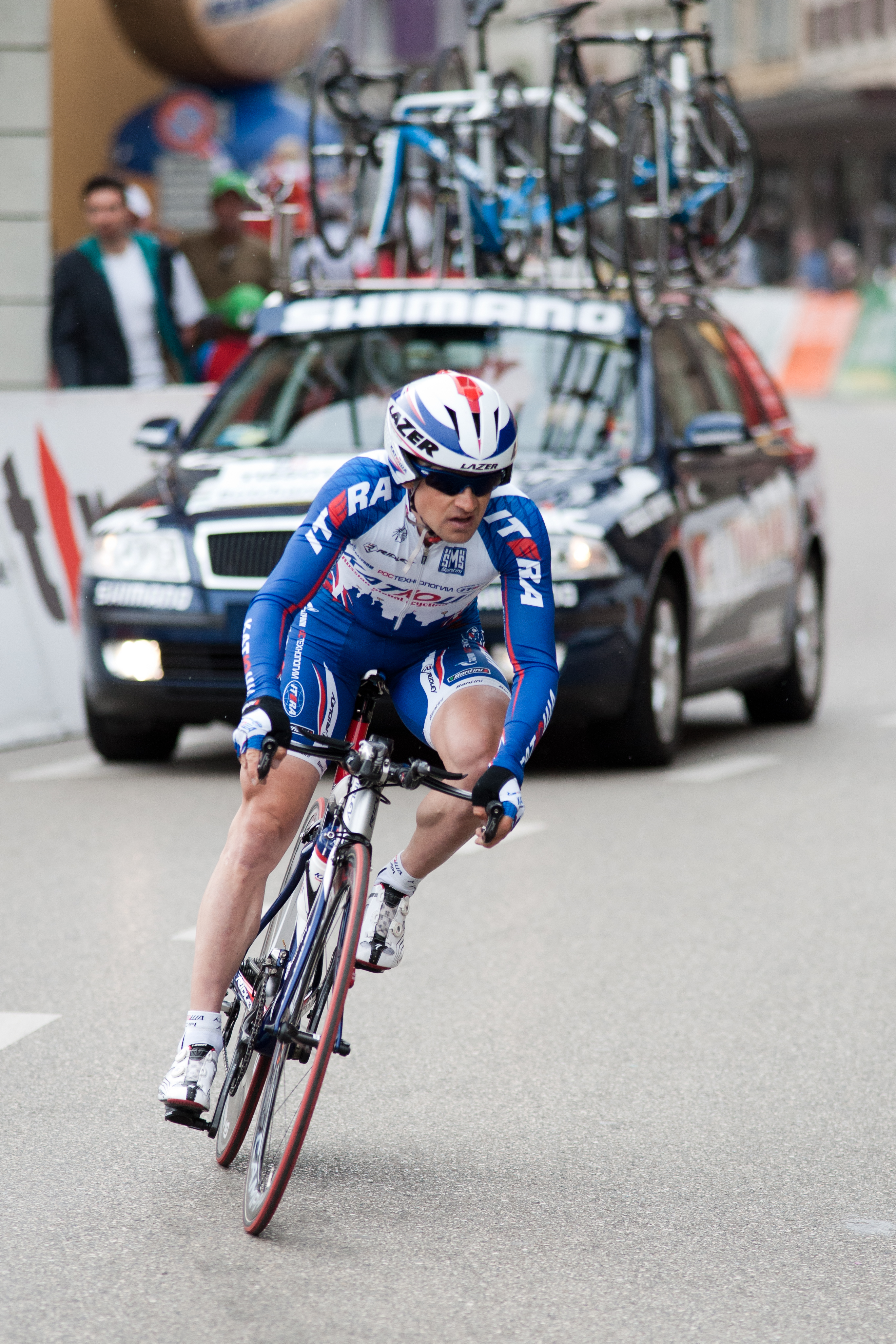
Alexander Botscharow bei der Tour de Romandie 2010

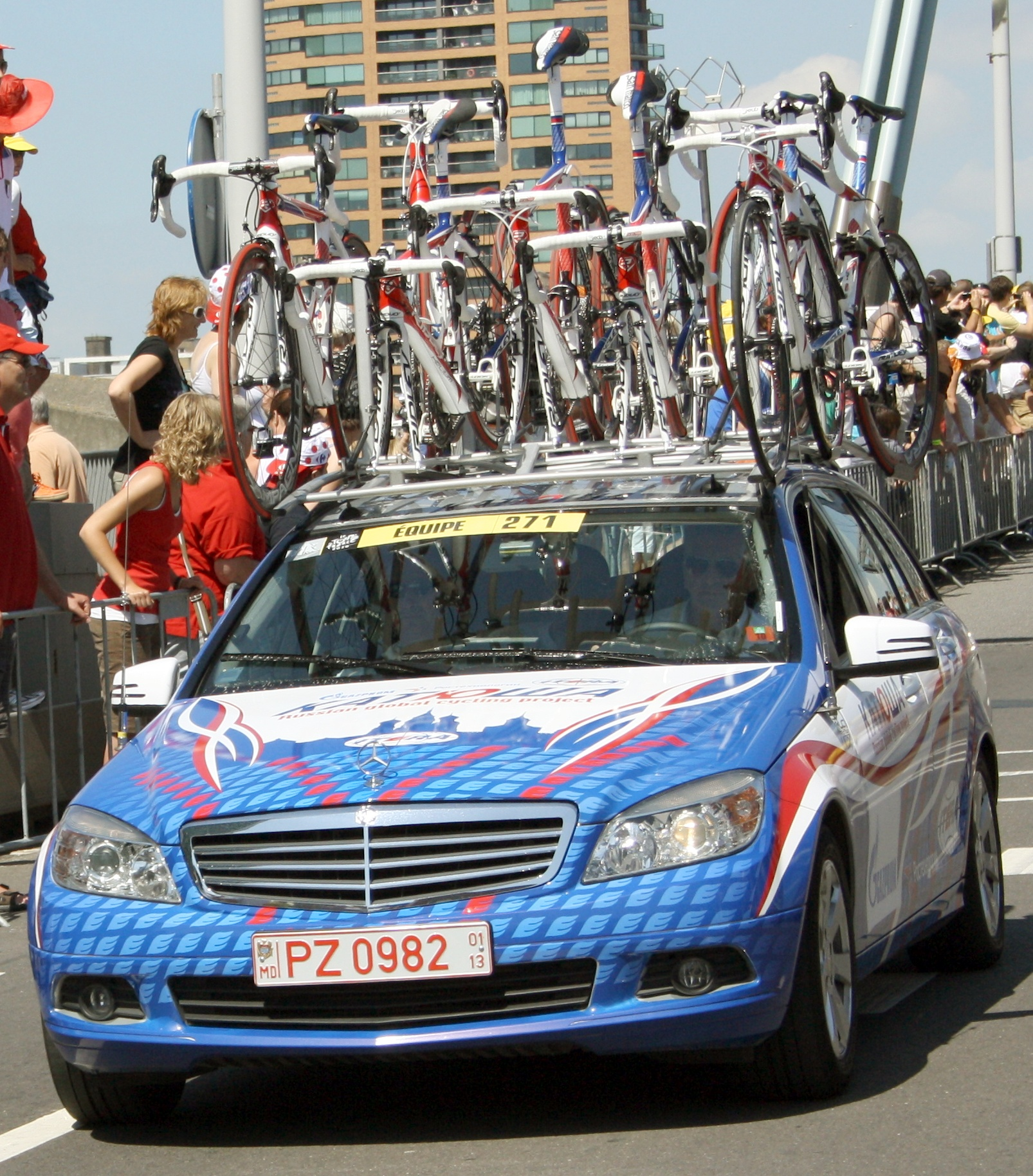
Teamfahrzeug bei der ersten Etappe der Tour de France 2010

Erfolge und Fahrer des Team Katusha in der Saison 2010.

## Erfolge im UCI World Calendar
| Datum         | Rennen                                   | Kat. | Fahrer            |
| ------------- | ---------------------------------------- | ---- | ----------------- |
| 15. März      | 6. Etappe Tirreno-Adriatico              | HIS  | Michail Ignatjew  |
| 22.–28. März  | Gesamtwertung Volta Ciclista a Catalunya | PT   | Joaquim Rodríguez |
| 9. April      | 5. Etappe Vuelta al País Vasco           | PT   | Joaquim Rodríguez |
| 19. Mai       | 11. Etappe Giro d’Italia                 | HIS  | Jewgeni Petrow    |
| 20. Mai       | 12. Etappe Giro d’Italia                 | HIS  | Filippo Pozzato   |
| 16. Juli      | 12. Etappe Tour de France                | HIS  | Joaquim Rodríguez |
| 18. August    | 1. Etappe Eneco Tour                     | PT   | Robbie McEwen     |
| 11. September | 14. Etappe Vuelta a España               | HIS  | Joaquim Rodríguez |

## Erfolge in der UCI Continental Tour
| Datum         | Rennen                                     | Kat. | Fahrer                               |
| ------------- | ------------------------------------------ | ---- | ------------------------------------ |
| 7. Februar    | Trofeo Mallorca                            | 1.1  | Robbie McEwen                        |
| 3. April      | Gran Premio Miguel Induráin                | 1.HC | Joaquim Rodríguez                    |
| 6. Mai        | 2. Etappe Quatre Jours de Dunkerque        | 2.HC | Danilo Napolitano                    |
| 23. Juni      | Moldawische Meisterschaft – Straßenrennen  | NC   | Aleksandr Pliuşkin                   |
| 25. Juni      | Russische Meisterschaft – Einzelzeitfahren | NC   | Wladimir Gussew                      |
| 27. Juni      | Russische Meisterschaft – Straßenrennen    | NC   | Alexander Kolobnew                   |
| 24. Juli      | 1. Etappe Tour de Wallonie                 | 2.HC | Danilo Napolitano                    |
| 6. August     | 3. Etappe Burgos-Rundfahrt                 | 2.HC | Mannschaftszeitfahren                |
| 19. August    | 3. Etappe Tour du Limousin                 | 2.1  | Alexander Botscharow                 |
| 19. September | Duo Normand                                | 1.2  | Artjom Owetschkin Aleksandr Pliuşkin |

## Ab- und Zugänge
| Zugänge                      | Team 2009                | Abgänge           | Team 2010    |
| ---------------------------- | ------------------------ | ----------------- | ------------ |
| Aleksandr Pliuşkin           | Ag2r La Mondiale         | Iwan Rowny        | RadioShack   |
| Joaquim Rodríguez            | Caisse d’Epargne         | Gert Steegmans    | RadioShack   |
| Marco Bandiera               | Lampre-N.G.C.            | Ben Swift         | Team Sky     |
| Kim Kirchen                  | Team Columbia-HTC        | Gennadi Michailow | Karriereende |
| Alexander Kolobnew           | Team Saxo Bank           | Antonio Colom     | Dopingsperre |
| Mychajlo Chalilow            | Ceramica Flaminia        | Alexei Markow     | Unbekannt    |
| Eduard Worganow              | Xacobeo Galicia          | Alexander Serow   | Unbekannt    |
| Timofei Krizki               | Katusha Continental Team |                   |              |
| Artjom Owetschkin            | Lokomotiv                |                   |              |
| Jegor Silin                  | Neoprofi                 |                   |              |
| Giampaolo Caruso (ab 07.04.) | Ceramica Flaminia        |                   |              |
| Wladimir Gussew (ab 05.05.)  | Astana (2008)            |                   |              |

## Mannschaft
| Name                 | Geburtstag         | Nationalität |              |
| -------------------- | ------------------ | ------------ | ------------ |
| Marco Bandiera       | 12. Juni 1984      | Italien      |              |
| László Bodrogi       | 11. Dezember 1976  | Frankreich   |              |
| Alexander Botscharow | 26. Februar 1975   | Russland     |              |
| Pawel Brutt          | 29. Januar 1982    | Russland     |              |
| Giampaolo Caruso     | 15. August 1980    | Italien      |              |
| Mychajlo Chalilow    | 3. Juli 1975       | Ukraine      |              |
| Denis Galimsjanow    | 7. März 1987       | Russland     |              |
| Wladimir Gussew      | 4. Juli 1982       | Russland     |              |
| Joan Horrach         | 27. März 1974      | Spanien      |              |
| Michail Ignatjew     | 7. Mai 1985        | Russland     |              |
| Sergei Iwanow        | 5. März 1975       | Russland     |              |
| Nikita Jeskow        | 23. Januar 1983    | Russland     |              |
| Wladimir Karpez      | 20. September 1980 | Russland     |              |
| Kim Kirchen          | 3. Juli 1978       | Luxemburg    |              |
| Sergei Klimow        | 7. Juli 1980       | Russland     |              |
| Alexander Kolobnew   | 4. Mai 1981        | Russland     |              |
| Timofei Krizki       | 24. Januar 1987    | Russland     |              |
| Luca Mazzanti        | 4. Februar 1974    | Italien      |              |
| Robbie McEwen        | 24. Juni 1972      | Australien   |              |
| Danilo Napolitano    | 31. Januar 1981    | Italien      |              |
| Artjom Owetschkin    | 11. Juli 1986      | Russland     |              |
| Jewgeni Petrow       | 25. Mai 1978       | Russland     |              |
| Aleksandr Pliuşkin   | 13. Januar 1987    | Moldau       |              |
| Filippo Pozzato      | 10. September 1981 | Italien      |              |
| Joaquim Rodríguez    | 12. Mai 1979       | Spanien      |              |
| Jegor Silin          | 25. Juni 1988      | Russland     |              |
| Nikolai Trussow      | 2. Juli 1985       | Russland     |              |
| Stijn Vandenbergh    | 25. April 1984     | Belgien      |              |
| Maxime Vantomme      | 8. März 1986       | Belgien      |              |
| Eduard Worganow      | 7. Dezember 1982   | Russland     |              |
| Stagiaires           | Stagiaires         | Nationalität | Nationalität |
| Michail Antonow      | Michail Antonow    | Russland     |              |
| Alexander Mironow    | Alexander Mironow  | Russland     |              |
| Alexander Porsew     | Alexander Porsew   | Russland     |              |